# 포트 오소리티 트랜스허드슨
포트 오소리티 트랜스허드슨(Port Authority Trans-Hudson, PATH)은 미국 뉴욕의 로어 및 미드타운 맨해튼과 뉴저지의 뉴어크, 해리슨, 호보컨, 저지시티를 잇는 도시 철도이다. 노선 길이는 22.2km로, 뉴욕 뉴저지 항만 공사의 자회사인 호트 오소리티 트랜스허드슨 회사(Port Authority Trans-Hudson Corporation)가 운영하고있다. PATH 열차는 하루 24시간, 주 7일 운행한다. 4개 노선은 평일 동안 운행하는 반면, 2개 노선은 주말, 심야, 휴일에도 운행한다.
이 시스템은 13개의 역을 포함하고 있으며 총 노선 길이(이중 계수의 경로의 중복 제외)는 13.8 마일 (22.2 km)이다. PATH 열차는 맨해튼, 호보컨, 그리고 다운타운 저지 시티의 터널을 이용한다. 이 선로들은 강 아래의 주철관을 통해 허드슨강을 건넌다. 저지시티 서쪽 그로브 스트리트에서 뉴어크 펜역까지의 PATH 선로는 개착식 터널, 지면, 고가로 운행된다.
PATH 시스템의 노선은 원래 허드슨 & 맨해튼 철도(Hudson & Manhattan Railroad, H&M)에 의해 운영되었다. 이 철도의 업타운 허드슨 튜브는 1908년에, 다운타운 허드슨 튜브는 1909년에 개장했고, 1911년에 16개의 역으로 완공되었다. H&M 시스템은 1927년에 1억 1천 3백만 명의 승객으로 절정에 달했고, 곧 자동차 통행과 함께 쇠퇴하기 시작했다. 1937년 해리슨과 뉴어크에 두 개의 새로운 역이 건설되어 기존의 세 개의 역을 대체하였다. 맨해튼의 다른 두 역은 20세기 중반에 폐쇄되었다. H&M은 1954년에 파산했다. 이 노선은 1962년까지 파산보호 하에 운영되었고 이때 항만국이 인수하여 PATH로 이름을 바꾸었다. 1971년 세계무역센터 건설의 일환으로, 로어맨해튼에 있는 허드슨 터미널이 세계무역센터역으로 대체되었다. 2001년 9월 11일 세계무역센터가 파괴된 후 몇 년 동안 PATH 체계가 교란되었고, 결국 세계무역센터역 자리에 새로운 환승역이 건설되었다.
H&M과 이후의 PATH를 연장하려는 몇 가지 미실행 제안이 있었다. 여기에는 뉴욕의 그랜드 센트럴 터미널과 애스터 플레이스, 뉴저지주의 플레인필드가 포함된다. 1970년대에 처음 제안된 뉴어크 공항행 PATH 연장은 2000년대에 재고되었고 2020년에 건설될 예정이다.
PATH는 뉴욕시 교통 체계가 사용하는 것과 동일한 1회권 메트로카드는 지원하지만, 무제한 승차, 할인 요금, 이지페이 메트로카드는 지원하지 않는다. PATH 요금은 다른 교통 시스템과 호환되지 않는 스마트링크(SmartLink)라는 스마트 카드를 사용한다. 2017년, PATH는 연간 8,280만명, 하루 평균 283,719명의 승객을 수송했다.
PATH 시스템은 도시 철도 시스템으로 운영되고 있음에도 불구하고 기술적으로 연방 철도청이 관할하는 통근 철도다. 전신인 H&M이 펜실베이니아 철도와 뉴어크행 노선을 공유해 왔기 때문이다. PATH는 2009~2011년에 납품된 PA5라는 한 종류의 철도 차량을 사용한다.

## 노선 운영
PATH는 매일 하루 24시간 운영된다. 평일 시간대에는 뉴저지의 3개 종착역과 맨해튼의 2개 종착역을 사용하는 4개의 열차 운행 계통을 갖추고 있다. 이들 서비스는 H&M이 운영한 기존 4개 웅행 계통의 후신이다. 심야, 주말, 휴일 동안에는 뉴저지의 2기 종착역과 맨해튼의 2개 종착역에서 두 개의 운행 계통을 갖추고 있다.
각 운행 계통은 독특한 색상으로 나타나며, 또한 열차 앞면의 조명색과도 일치한다. 저널 스퀘어-33번가(호보컨 경유)선 계통은 PATH의 두 미드타운 운행 계통인 저널 스퀘어-33번가선과 호보컨-33번가선의 심야/주말/휴일 조합이므로 두 가지 색상(노란색 및 파란색)을 사용하는 유일한 노선이다. 혼잡 시간 동안, 열차는 매 4분~8분 간격으로 운행된다. 혼잡 시간 동안, 열차는 매 4분에서 8분 간격으로 운행된다. 뉴어크와 해리슨을 제외한 모든 PATH역은 매 2~3분마다 운행하며, 시간당 20~30대의 혼잡 시간대 열차가 운행된다.
PATH 경영진은 두 가지 주요 여객 홍보주체를 가지고 있는데, 그것은 터미널에서 무료로 배포되는 "PATHways" 뉴스레터, 그리고 후원자 자문위원회(Patron Advisory Committee)이다.
2018년, PATH는 81,733,402명의 승객을 수송했다. 평균적으로 이 시스템은 주중에 280,859명, 토요일 112,768명, 일요일 83,100명, 휴일 121,227명이 사용했다. 가장 혼잡한 역은 세계무역센터역이였고, 가장 한산한 역은 크리스토퍼 스트리트역이였다. 2018년 탑승객 수는 2017년에 비해 약 100만 명 감소했지만, 탑승객 수는 2013년에 비해 1,000만 명이 증가하면서 여전히 PATH 운영에 있어 거의 기록적인 수준이었다. PATH는 연간 약 4억 달러의 손실을 입으며, 항만공사로부터 공항과 항구와 같은 다른 운항에서의 잉여금으로부터 보조금을 받는다.

### 운행 계통
PATH 시스템의 영업 거리는 13.8 마일 (22.2 km)이다. 평일 낮시간 동안에는 다음 네 가지 운행 계통을 운영한다.
- 뉴어크-세계무역센터선(Newark–World Trade Center), 약칭 NWK-WTC
- 호보컨-세계무역센터선(Hoboken–World Trade Center), 약칭 HOB-WTC
- 저널 스퀘어-33번가선(Journal Square–33rd Street), 약칭 JSQ-33
- 호보컨-33번가선(Hoboken–33rd Street), 약칭 HOB-33

PATH는 월~금 오후 11시에서 6시 사이, 토,일,공휴일 전시간에 두 개의 운행 계통을 운영한다.
- 뉴어크-세계무역센터(Newark–World Trade Center)
- 저널 스퀘어-33번가(호보컨 경유)선 (Journal Square–33rd Street (via Hoboken)), 약칭 JSQ-33 (via HOB)

2006년 이전에, 호보컨-세계무역센터 및 저널 스퀘어-33번가 계통은 토요일, 일요일, 공휴일에 오전 9시에서 7시 30분 사이에 운행하였다. 2006년 4월 9일, 이 계통은 당시에 무기한 중단되었고, 저널 스퀘어-33번가(호보컨 경유) 계통으로 대체되었다. 호보컨-세계무역센터 노선을 이용하고자 하는 승객들은 저널 스퀘어-33번가 계통을 이용하여 그로브 스트리트역에서 뉴어크-세계무역센터 열차로 환승해야했다.
PATH는 보통 뉴어크에서 미드타운 맨해튼까지 직접 운행하지 않는다. 이 지점들 사이를 이용하는 승객들은 보통 저널 스퀘어-33번가 열차에서 저널 스퀘어-그로브 스트리트 열차로 환승하게 된다. 그러나 9.11 테러와 허리케인 샌디 이후, 로어 맨해튼에 대한 노선 손실을 보상하기 위해 뉴어크-33번가 특수계통이 운영되었다. 9.11 테러후 주내의 저널 스퀘어-호보컨선 계통도 운영되었다. 9.11 이후 시행된 저널 스퀘어-호보컨과 뉴어크-33번가 계통은 2003년에 중단되었다. 2018년 7월부터 10월까지 업타운 허드슨 튜브(Uptown Hudson Tubes,)에 positive train control 설치로 대부분의 주말에는 저널 스퀘어-33번가(호보컨 경유) 노선 운행이 중단되었다. 한편, 크리스토퍼가-33번가 사이의 모든 역이 주말 동안 폐쇄되었기 때문에, 그것은 저널 스퀘어-33번가(호보컨 경유)선과 복원된 저널 스퀘어-호보컨 계통으로 대체되었다.
뉴어크-세계무역센터 노선을 제외한 모든 노선의 열차 길이는 7량으로 제한된다. 호보컨, 크리스토퍼 스트리트, 9번가, 33번가의 승강장은 7량만 수용할 수 있고 연장할 수 없기 때문이다. 뉴어크-세계무역센터 노선은 최대 8량의 차량으로 구성된 열차를 수용할 수 있다. 2009년에, 항만공사는 10량의 열차를 수용할 수 있도록 그 노선을 따라 승강장 용량을 늘리기 시작했다.

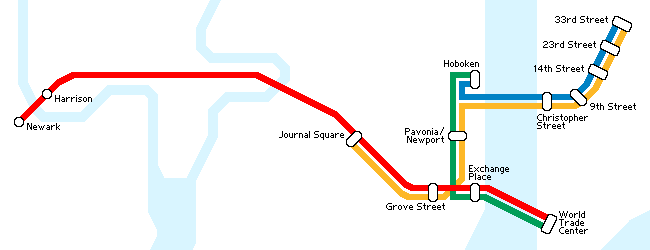
PATH 노선도 (통상 운행)
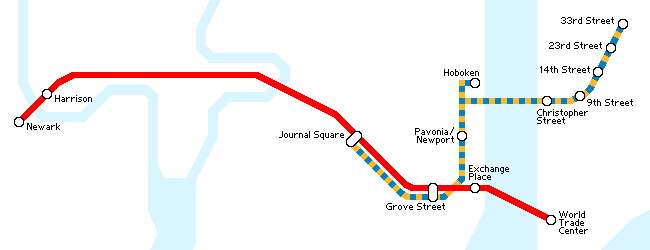
PATH 노선도 (심야, 주말, 휴일)
PATH 일정 축척 노선도

### 역 목록
현재 13개의 PATH역이 운영중이다.
| 역명                | 영어 이름          | 운행계통        | 개장일자          | 접속 노선                                                                            | 비고                                                                               | 소재지 | 소재지   |
| ------------------- | ------------------ | --------------- | ----------------- | ------------------------------------------------------------------------------------ | ---------------------------------------------------------------------------------- | ------ | -------- |
| 33번가              | 33rd Street        | HOB–33 JSQ–33   | 1910년 11월 10일  | NJ 트랜싯, 롱아일랜드 철도, 암트랙 뉴욕 지하철: 틀:NYCS Herald Square 열차 NYCT 버스 |                                                                                    | NY     | 뉴욕     |
| 28번가              | 28th Street        | 폐역            | 1910년 11월 10일  |                                                                                      | 1939년 9월 24일, 33번가역이 남쪽으로 연장되었을 때 폐역.                           | NY     | 뉴욕     |
| 23번가              | 23rd Street        | HOB–33 JSQ–33   | 1908년 7월 15일   | 뉴욕 지하철: FM 열차 NYCT 버스                                                       |                                                                                    | NY     | 뉴욕     |
| 19번가              | 19th Street        | 폐역            | 1908년 2월 25일   |                                                                                      | 유일한 남행 승강장 출구가 폐쇄되고, 운행 속도를 높인 1954년 폐역.                  | NY     | 뉴욕     |
| 14번가              | 14th Street        | HOB–33 JSQ–33   | 1908년 2월 25일   | 뉴욕 지하철: 틀:NYCS 14th Sixth 열차 NYCT 버스                                       |                                                                                    | NY     | 뉴욕     |
| 9번가               | 9th Street         | HOB–33 JSQ–33   | 1908년 2월 25일   | 뉴욕 지하철: 틀:NYCS West 4th 열차 NYCT 버스                                         |                                                                                    | NY     | 뉴욕     |
| 크리스토퍼 스트리트 | Christopher Street | HOB–33 JSQ–33   | 1908년 2월 25일   | NYCT 버스                                                                            |                                                                                    | NY     | 뉴욕     |
| 허드슨 터미널       | Hudson Terminal    | 폐역            | 1909년 7월 19일   |                                                                                      | 1971년 세계무역센터역 개장과 함께 폐역.                                            | NY     | 뉴욕     |
| 세계무역센터        | World Trade Center | NWK–WTC HOB–WTC | 1971년 7월 6일    | 뉴욕 지하철: 틀:NYCS Fulton Center, 1 2, E 열차 NYCT 버스, MTA 버스                  | 2001년 9월 11일부터 2003년 11월 23일까지 일시폐쇄                                  | NY     | 뉴욕     |
| 호보컨              | Hoboken            | HOB–WTC HOB–33  | 1908년 2월 25일   | NJ 트랜싯, 메트로 노스 철도 허드슨-버건 라이트 레일 NJT 버스 NY 워터웨이             |                                                                                    | NJ     | 호보컨   |
| 뉴포트              | Newport            | HOB–WTC JSQ–33  | 1909년 8월 2일    | 허드슨-버건 라이트 레일 NJT 버스, 아카데미 버스                                      | 과거 이리 철도용으로 사용된 역. 2011년까지 파보니아/뉴포트(Pavonia/Newport)란 이름 | NJ     | 저지시티 |
| 익스체인지 플레이스 | Exchange Place     | NWK–WTC HOB–WTC | 1909년 7월 19일   | 허드슨-버건 라이트 레일 NJT 버스, A&C Bus                                            |                                                                                    | NJ     | 저지시티 |
| 그로브 스트리트     | Grove Street       | NWK–WTC JSQ–33  | 1910년 9월 6일    | NJT 버스, R&T 버스, A&C 버스                                                         | 구역명 그로브-헌더슨 스트리트 (Grove-Henderson Streets)                            | NJ     | 저지시티 |
| 저널 스퀘어         | Journal Square     | NWK–WTC JSQ–33  | 1912년 4월 14일:2 | NJT 버스, R&T 버스, A&C 버스                                                         | 구역명 서밋 애비뉴(Summit Avenue):2                                                | NJ     | 저지시티 |
| 해리슨              | Harrison           | NWK–WTC         | 1937년 6월 20일   | NJT 버스                                                                             | 이전역은 북쪽으로 한 블록 반에 위치 (1913년 3월 6일 개장:3)                        | NJ     | 해리슨   |
| 맨해튼 트랜스퍼     | Manhattan Transfer | 폐역            | 1911년 10월 1일   |                                                                                      | H&M이 뉴어크 펜역으로 이전된 1937년 폐역.                                          | NJ     | 해리슨   |
| 뉴어크              | Newark             | NWK–WTC         | 1937년 6월 20일   | 암트랙, NJ 트랜싯, 뉴어크 라이트 레일 NJT 버스, ONE Bus                              | 파크 플레이스역, 맨해튼 트랜스퍼역을 대체                                          | NJ     | 뉴어크   |
| 파크 플레이스       | Park Place         | 폐역            | 1911년 11월 26일  |                                                                                      | H&M이 뉴어크 펜역으로 이전된 1937년 폐역.                                          | NJ     | 뉴어크   |

 모든 종착역(33번가, 호보컨, 세계무역센터, 저널 스퀘어, 뉴어크)과 익스체인지 플레이스역, 그로브 스트리트역, 뉴포트역은 1990년 장애인 법을 준수한다.

## 요금
항만 당국은 이동거리와 관계없이 PATH를 타는데 단일 요금을 부과한다. 2014년 10월 1일 기준 PATH 1회 승차권은 2.75달러, 2회는 5달러 50센트, 10회는 21달러, 20회는 42달러, 40회는 84달러(1회 이용당 2.10달러), 7일 무제한은 29달러, 30일 무제한은 89달러다. 1회권은 구매 시점부터 2시간 동안 유효하다.
| 탑승권 유형                                | 가격  | 탑승 당 유효 가격  |
| ------------------------------------------ | ----- | ------------------ |
| 메트로카드/스마트링크 1회권(Single Ride)   | $2.75 | $2.75              |
| 메트로카드 2회권(Two-Trip)                 | $5.50 | $2.75              |
| 스마트링크 10회권(10-Trip)                 | $21   | $2.10              |
| 스마트링크 20회권(20-Trip)                 | $42   | $2.10              |
| 스마트링크 40회권(40-Trip)                 | $84   | $2.10              |
| 스마트링크 1일 무제한권(1-Day Unlimited)   | $8.25 | 사용법에 따라 다름 |
| 스마트링크 7일 무제한권(7-Day Unlimited)   | $29   | 사용법에 따라 다름 |
| 스마트링크 30일 무제한권(30-Day Unlimited) | $89   | 사용법에 따라 다름 |
| 스마트링크 노인 우대권(Senior)             | $1    | $1                 |

일부 PATH역은 뉴욕 지하철, 뉴어크 라이트 레일, 허드슨-버건 라이트 레일, 뉴저지 트랜싯역과 인접 또는 연결되어 있지만, 이러한 독립적으로 운행되는 다른 대중교통간의 무료 환승을 지원하지 않는다.

### 현재 지불 방법

#### 스마트링크
PATH의 공식 요금 지불 방식은 스마트링크(SmartLink)라고하는 스마트카드이다. 스마트링크는 7300만 달러의 비용으로 개발되었으며, 처음에는 뉴욕 대도시 전역의 대중 교통 시스템에 배치 할 수 있는 지역 스마트 카드 용으로 개발되었다. 스마트링크의 출시는 2007년 7월에 세계무역센터역에서 처음으로 시작되었다. 스마트링크는 온라인 웹 계정 시스템에 연결하여 카드 소지자가 카드를 등록하고 카드 사용을 모니터링 할 수 있다. 스마트링크를 사용하면 신용 카드 계좌에 연결된 자동 보충 시스템을 사용할 수 있다. 카드 잔액은 5회(다회용 카드의 경우) 또는 5일(무제한 이용 카드의 경우)이하로 남게 될 때 자동으로 재충전된다.

#### 메트로카드

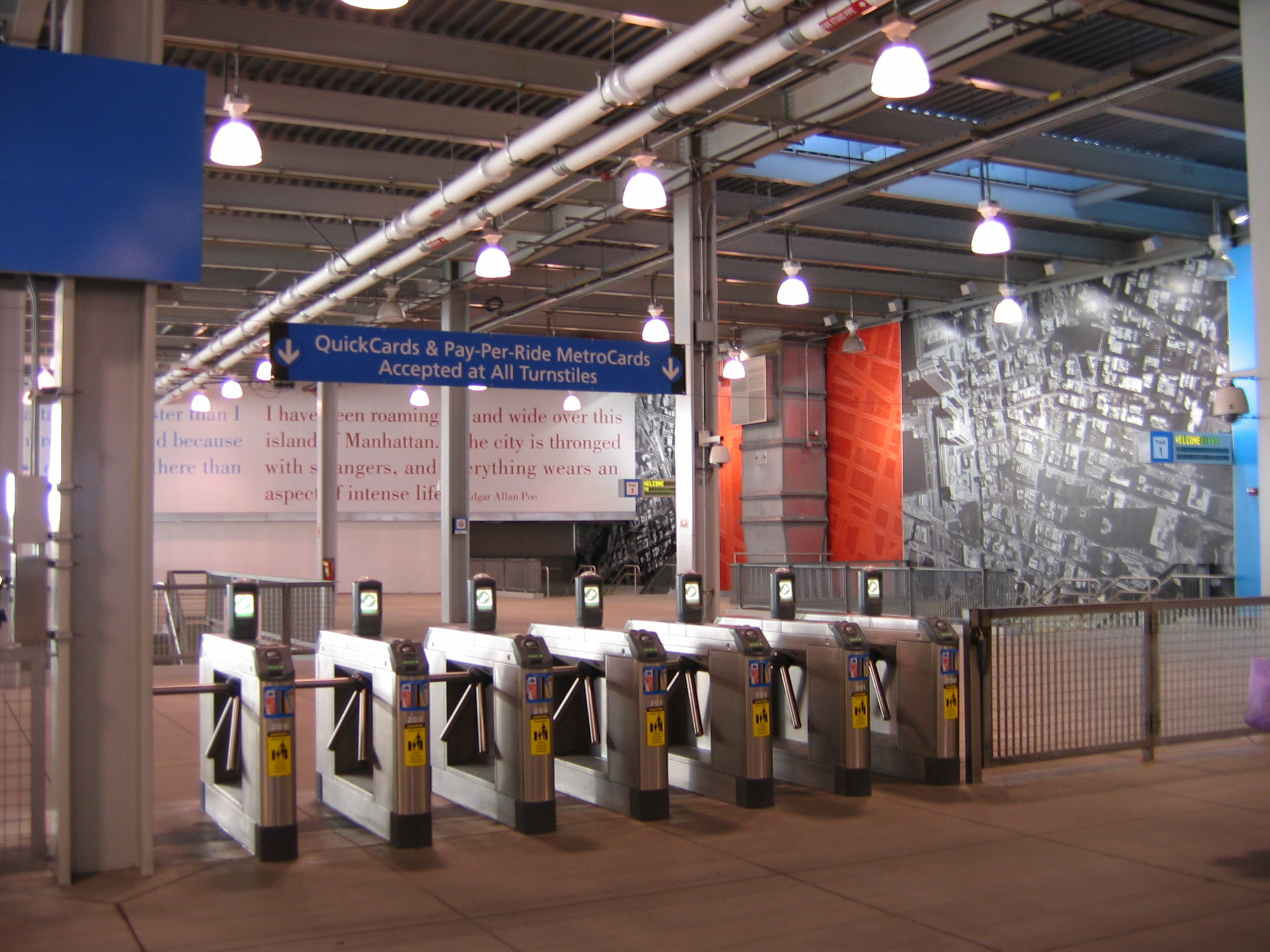
WTC역의 스마트링크 개집표기는 PATH 스마트링크 카드와 MTA 메트로카드를 모두 사용할 수 있다.

PATH 운임 지불은 메트로폴리탄 트랜스포테이션 오소리티(MTA)에서 운영하는 표준 운임 카드인 1회권, 2회권 및 pay-per-ride 메트로카드(MetroCard)를 사용하여 지불할 수도 있다. 메트로카드는 현재 없어진 퀵카드와 같은 마그네틱 스트라이프 카드이다. 메트로카드를 사용하여 운임을 지불하는 PATH 이용객은 카드를 읽은 개찰구 앞의 슬롯에 카드를 삽입하고, 메크로카드를 동일한 개찰구 상단의 슬롯을 반환받는다. 무제한 메트로카드를 포함한 다른 유형의 메트로카드는 PATH에서 허용되지 않는다.
PATH 데이터에 메트로카드를 1996년까지 사용하기 위한 계획에서, 1996년 PATH 데이트에 메트로카드 사용 계획, 항만청과 MTA가 처음으로 통일 운임 시스템을 고려했다. 당시 메트로카드는 여전히 MTA 시스템에 설치되어 있었고 PATH 이용객의 80% 이상이 이용중 여느 시점에서 다른 교통 수단으로 환승했다. 2003년 11월, 항만 당국은 메트로카드가 다음 해에 PATH에서 사용되도록 허용될 것이라고 발표했다. 항만공사는 2005년 PATH에 메트로카드를 구현하여 모든 PATH역에 새로운 요금 징수 회전식 개찰구를 설치하기 시작했다. 이 십자형 회전식 개찰구는 승객이 PATH QuickCard 또는 MTA Pay-Per-Ride 메트로카드를 사용하여 요금을 지불할 수 있게 해준다. 메트로카드 자동 판매기는 모든 PATH역에 있다. 이 기계는 Pay-Per-Ride 메트로카드를 판매하고, 이용객이 SmartLink 카드를 다시 보충할 수 있게 해준다. PATH 시스템에서만 사용할 수 있는 PATH 1인 티켓도 판매된다. 메트로카드 자동 판매기에는 메트로카드와 스마트링크를 판매하고 현금, 신용 카드 및 대중 교통 혜택 카드를 수령하는 대형 기계, 현금을 수령하거나 PATH 단일 승차권을 판매하지는 않지만 대형 자동 판매기와 동일한 기능을 수행하는 소형 기계의 두 가지 유형으로 나뉜다.
2010년에 PATH는 표준 메트로카드 양식을 사용하여 $ 4.00의 비용이 소요되는 2회권 카드를 도입했다. 14번가와 23번가의 상행 승강장을 제외한 모든 PATH역에는 이 카드를 판매하는 "청색 자동 판매기(blue vending machines)"가 있다. 카드의 앞면은 표준 메트로카드 (금색과 청색)이지만, 뒷면에는 "PATH 2-Trip Card", "Valid for two (2) PATH trips only(PATH 2회 이용 유효)"및 "No refills on this card(이 카드에는 재충전 불가)"라는 문구가 있다. 단종된 퀵카드에서와 같이 카드를 수거하지 않기 때문에, 이용이 끝난 후에 이용객은 카드를 폐기해야한다.

## 철도 차량

### 현행 차량
2011년 기준, PA5 한 종류만 운행한다. 차량은 길이가 51 피트 (16 m), 폭이 9.2 피트 (2.8 m)로 미국의 유사한 차량에 비해 더 작은 차량한계이다. 이 제한은 허드슨강 아래의 터널을 통과하는 제한된 건축한계 때문이다. 일반 서비스에서 최대 속도 55 mph (89 km/h)를 달성할 수 있다. 각 차량은 세로의 "bucket" 좌석에 승객 35명을 앉히고, 각 차량에 더 많은 수의 입석을 놓을 수 있다. PA5 차량에는 스테인레스 스틸 차체와 각면에 3개의 출입문이 있다. 창 위의 (출입문 사이) LCD 디스플레이는 특정 열차의 목적지를 표시한다. PA5 차량은 최대 10량으로 구성되어 있으며, 모든 차량 및 "A"(운전) 객차의 운전실로 구성된다.
 2005경, 항만청은 가와사키에 4억 9,900만 달러 계약을 체결하여 PA5 주문에 따라 340대의 새로운 PATH 차량을 설계 및 건설했으며 이는 기존 시스템 전체를 대체했다. 평균 수명 42년된 차량은 미국의 중전철 중 가장 오래되었다. 항만청은 새로운 차량이 MTA의 R142A 차량의 업데이트된 버전이 될 것이라고 발표했다. 이 신차 중 첫 번째 차종은 2009년 7월 10일에 영업 운행을 시작했다. 모든 340대는 2011년까지 도입되었다. 항만청은 10대의 추가 PA5 차량에 대한 후속 계약을 맺어 총 350 대를 들여놨다.

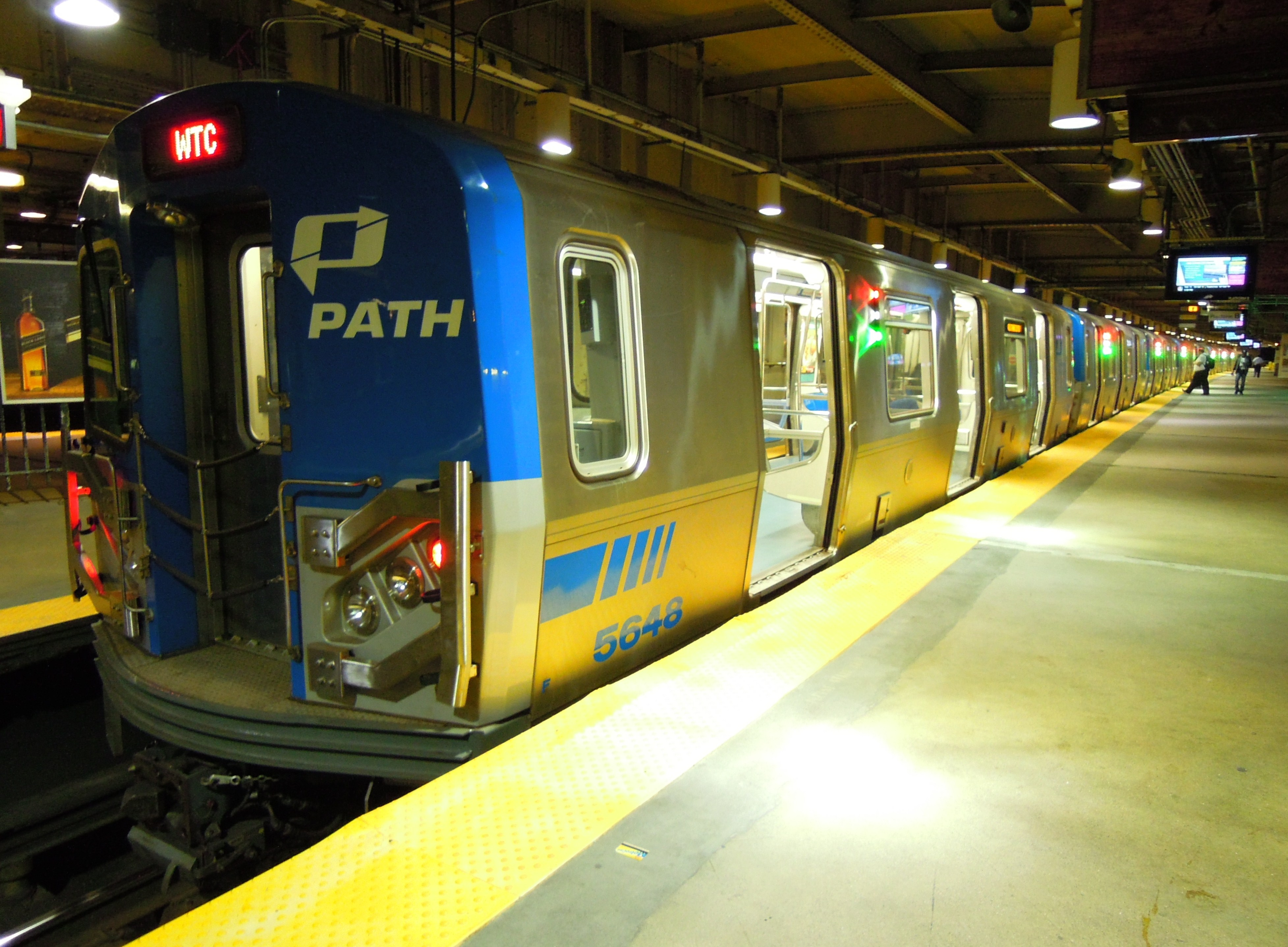
뉴어크 펜역의 PA5 차량

차량 확장 프로그램 및 신호 시스템 업그레이드의 일환으로 항만청은 총 119대의 추가 PA5 차량을 주문할 수 있는 옵션을 제공한다. 이 차량 중 44대는 NWK-WTC선을 10량으로 확장하는 것이고, 나머지 75대는 2018년 말까지 통신 기반 열차 제어 (CBTC)가 시스템 전체에 구현되면 배차를 늘리는 것이다. 2017년 12월, 항만청은 50대의 여분의 PA5 차량을 1억 5천만 달러에 구매하여 궁극적으로 총 400대의 PA5 차량을 구매할 수 있는 옵션을 행사했다. 2018년 7월 가와사키는 2018년부터 2024년까지 350대의 기존 PA5 차량을 개조하기 위해 2억 4000만 달러의 계약을 체결했다. 이 계약은 가와사키가 2021년부터 시작하여 722대의 PA5 차량을 신축하고, 총 422대의 차량을 도입할 것을 요구했다.
열차는 해리슨역 동쪽에 위치한 뉴저지주의 해리슨 차량 정비시설(Harrison Car Maintenance Facility)에 입·출고 및 검수 관리된다. 저널 스퀘어역의 동쪽에 또 다른 차량 정비시설이 있다. 뉴어크 공항 연장이 건설되면, 세 번째 차량 정비시설이 건설된다.
| 차량 유형 | 제조년도  | 제조사   | 차체            | 차량 번호                             | 대수                                                                                      | 참고 |
| --------- | --------- | -------- | --------------- | ------------------------------------- | ----------------------------------------------------------------------------------------- | --- |
| PA5       | 2008–2012 | 가와사키 | 스테인리스 스틸 | 5600–5864 (A 객차) 5100–5219 (C 객차) | 340대 기본 주문 확장 옵션 119대 (지금까지 운행한 10대 A객차, 운행중인 72대의 A 및 C 객차) | "A" 객차에는 운전석이 있으나, "C" 객차에는 없다. 지멘스 SITRAC AC 추진 시스템, CBTC 신호 호환성으로 업그레이드 가능, 측면당 3개의 출입문, 사전 녹음 안내방송 |

## 미디어 및 대중 문화

### 미디어 제한
2015년 12월 20일 현재 PATH 규정에는 PATH의 허가 없이 PATH의 감독 없이 PATH 시스템 내의 모든 사진, 영상물 제작, 또는 도면의 제작을 금지한다고 명시되어 있다.:17 이 규칙에 따르면 사진작가, 영화제작자 및 기타 개인들은 신청 과정을 통해 허가를 받아야 한다.:18 테러 우려로 제한 조치를 취했다는 주장이 제기됐지만 9.11 테러 이전에도 적용되었다.

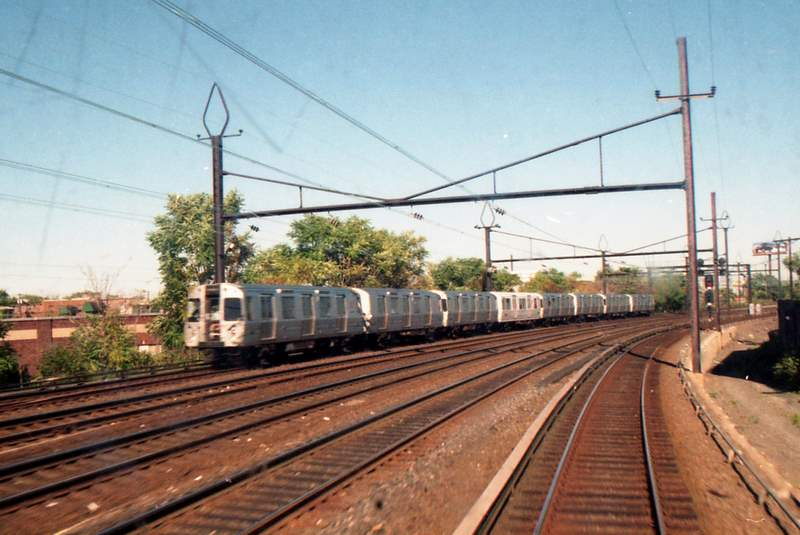
정면에서 본 1997년 뉴어크행 열차

이 금지는 사진을 찍고 싶은 일반 대중은 제외되며 사진 촬영과 영화 촬영 금지는 상업적 목적이나 전문적 목적에만 적용되는 것으로 여겨진다. 일반 대중은 PATH 관측소와 보안 및 출입금지 지역을 제외한 다른 모든 항만청 시설을 촬영할 수 있다. 일상적인 사진 촬영은 미국 헌법 수정 제1조에 의해 다뤄진다는 미국 대법원의 결정이 있었다. 그러나 판례법은 혼재되어 있다. 법에 따르면, PATH 직원들은 그들의 영상물이나 사진을 제거하도록 강요하지 않을 수 있지만, 압수 및 체포가 일어났다. 이러한 몰수나 체포에 따른 처벌은 일반적으로 항상 그렇지는 않지만, 기소를 취하하거나 손해배상을 하는 결과를 가져왔다.

### 터널 장식
세계무역센터역에서 뉴어크역과 호보컨역까지 가는 열차에서는 익스체인지 플레이스역으로 진입하기전 터널에 짧은 조이트로프 같은 광고를 볼 수 있다. 이전에 버려진 19번가역 근처의 14번가역과 23번가역 사이의 33번가행 열차에서 이와 유사한 광고를 볼 수 있다.
매년 추수감사절 즈음에, PATH 직원들은 파보니아/뉴포트역으로 들어오는 열차에 사용되는 터널과 인접한 개폐소에서 장식된 크리스마스 트리에 불을 켠다. 이런 전통은 1950년대부터 신호 교환원인 Joe Wojtowicz가 터널에 크리스마스 전등을 줄줄이 걸기 시작한 이후 계속되어 왔다. PATH 관계자들은 처음에 터널에 장식을 설치하는 것에 대해 염려했지만, 나중에 이들은 묵인했고 그 전통은 계속되었다. 9·11 테러 이후, 테러 희생자들을 추모하기 위해 등불이 켜진 미국 국기를 나무 옆에 내걸었다.

### 대중 문화
PATH 열차와 역은 때때로 뮤직 비디오, 광고, 영화, TV 프로그램에도 출연된다. 예를 들어, 화이트 스트라이프스의 노래 "The Hardest Button to Button"의 뮤직 비디오는 33번가역에서 녹화되었다. 또한, 성범죄수사대: SVU 시즌 19 첫회가 세계무역센터역에서 촬영되었다. PATH는 뉴욕 지하철의 대체 촬영지로 사용될 수도 있다.

## 같이 보기
- 뉴욕의 교통
- 뉴욕 지하철

## 참고 문헌
- Brennan, Joseph. “Abandoned stations”.
- Carleton, Paul (1990). 《The Hudson & Manhattan Railroad Revisited》. D. Carleton Railbooks.